# Paul Guiraud (historien)
Cet article possède un paronyme, voir Établissement public de santé Paul-Guiraud.
Pour les articles homonymes, voir Paul Guiraud et Guiraud.
Marie Raymond Paul Guiraud, né à Cenne-Monestiés dans l'Aude le 15 janvier 1850 et mort le 25 février 1907, est un historien français.

## Biographie
Normalien, agrégé d'histoire en 1874, il commence sa carrière de professeur à Saint-Étienne en 1874, puis il enseigne successivement aux lycées d'Angoulême en 1875 et de Carcassonne en 1878. 
Le 30 juin 1879, il soutient ses deux thèses de doctorat ès lettres à la Faculté de Paris. La première, en français traite du différend entre Jules César et le Sénat romain. La deuxième, en latin, s'intéresse à l'alliance entre les Lagides et les romains. De 1888 à 1898, il participe à plusieurs dizaines de soutenances de thèses en qualité de membre du jury. 
En 1879, devenu docteur ès lettres, il est nommé maître de conférences d'histoire à la faculté de Douai et un an plus tard maître de conférences d'histoire ancienne à la faculté des lettres de Toulouse. En 1886, il reprend à l'École normale la chaire de son maître, Fustel de Coulanges, dont il fait paraître une biographie en 1896. Deux ans plus tard, il est chargé de cours à la Sorbonne. En 1895, il y devient professeur adjoint et en 1904, il est professeur d'histoire grecque au sein de cette université. Il est élu membre de l'Académie des sciences morales et politiques en 1906.
Au cours de sa carrière, Paul Guiraud a collaboré avec la Revue critique, la Revue historique, La Grande Encyclopédie, le Dictionnaire des antiquités, l'Atlas historique et la Revue des cours et conférences.
Paul Guiraud est le frère de l'historien Jean Guiraud.

## Principales publications
- Le Différend entre César et le Sénat (59-49 av. J.-C.), 1878
- Histoire romaine depuis la fondation de Rome jusqu'à l'invasion des barbares, rédigée conformément aux programmes officiels pour la classe de quatrième, avec Georges Lacour-Gayet, 1884
- Les Assemblées provinciales dans l'Empire romain, 1887
- Lectures historiques rédigées conformément au programme du 22 janvier 1890 pour la classe de cinquième. La Vie privée et la vie publique des Grecs, 1890
- La Propriété foncière en Grèce jusqu'à la conquête romaine, 1893
- Contiones latinae, discours tirés de César, Salluste, Tite-Live, Tacite, Ammien Marcellin et fragments de discours originaux, publiés et annotés par Paul Guiraud, 1896
- Fustel de Coulanges, 1896 Texte en ligne

Prix Narcisse-Michaut de l’Académie française 1897
- La Main-d'œuvre industrielle dans l'ancienne Grèce, 1900 Texte en ligne
- Études économiques sur l'antiquité, 1905

Prix Thérouanne de l'Académie française